# 어택커즈
어택커즈(アタッカーズ, ATTACKERS)는, 1990년대부터 활동하는 일본의 포르노 제작사. CA 산하 제작소의 하나. 능욕을 테마로 한 드라마성 높은 작품이 특징이다.

## 연혁
1996년 12월에 주식회사 어택커즈로 설립. 1997년 2월에 「샤쿠(死夜悪)」 라벨에서 제1회 작품 네 작품을 발매했다. 설립 당초는 도매상을 거치지 않는 직판 독립 제작소였으나, 후에 콘텐츠소프트협동조합(コンテンツ・ソフト協同組合)(미디어윤리협회(メディア倫理協会))에 가입한다.
능욕계 작품을 라벨 컬러로 한다. 메인 라벨 「샤쿠(死夜悪)」의 「귀축 윤간(鬼畜輪姦)」 시리즈는, 윤간, 체내 사정이라는 특수한 테마를 취급하면서, 미하라 유카(三原友香), 고무로 유리(小室友里) 등의 인기 단독 여배우의 기용, 높은 질감의 패키지로, 1990년대 후반의 셀 비디오(セルビデオ, 가게에서 파는 비디오) 업계에 있어서 대히트를 기록하고, 그후에도 현재까지 발매가 계속되는 인디즈계 라벨로는 이례의 인기 시리즈로 되었다. 작가인 야스다 리오(安田理央)는 인디즈=매니아라는 선입견을 뒤집은 제작소라고 평론. 능욕이라는 딱 놓고 보았을 때 매니악하게 되기 쉬운 장르를, 인기 여배우의 기용, 사기 쉬운 패키지, 소책자에 부록 등을 제시하는 것으로 다른 인디즈 제작소와는 선을 긋는 브랜딩을 했다.
1997년 12월에는 고문 · 체벌을 테마로 하는 SM 라벨 「뱀 묶기(蛇縛)」의 릴리스를 개시. 「샤쿠(死夜悪)」와 같이 인기 AV 여배우를 적극적으로 기용하고, 한때는 전통 있는 SM 제작소인 시네매직(シネマジック)이나 아트 비디오(アートビデオ)를 능가하는 세력을 보였다. 2000년 4월에는 「뱀 묶기(蛇縛)」에서 광범위한 테마의 SM 전반을 다루는 「용 묶기(龍縛)」 라벨을 시동했다.
한편, 1998년 12월부터는, 단독계 일반 라벨 아이디어 포켓(idea pocket)의 릴리스를 개시. 능욕계 라벨의 색채가 강한 어택커즈와의 차별화를 노리기 위해, 타회사적인 자리매김으로 라벨 구성을 행하고, 그중에서도 「ANGEL」 「HIGH SCHOOL PINK」가 장기간 인기 라벨로 되었다.
2000년대 초기는 당초의 세력에 살짝 그늘이 보이고, 제작 스태프의 일부가 이탈해서 아우더즈 재팬(アウダースジャパン)을 설립. 2001년에는 MOODYZ등을 운영하는 주식회사 호쿠토(北都)(현 CA)가 매수하고, 산하에 들어갔다. 그룹 내에서는 어택커즈, 아이디어 포켓이 각각 독립한 사내 제작소(라벨)로의 자리매김으로 되었다. 더욱이, 아이디어 포켓의 산하로 들어간 후의 움직임에 대해서는, 독립 항목을 참조 바람.
호쿠토(北都) 산하로 된 후에도 종래의 시리즈 구성에 큰 변화는 없고, 2003년 11월에 새로운 능욕계 라벨 「음마(淫魔)(in mad)」, 2005년 1월에 섹시 아이돌을 기용하는 이미지 작품 주체의 라벨 「ATTACKZONE(어택 존, アタックゾーン)」을 시동 걸었다. 또, 「감금 구속 여배우(監禁拘束女優)」(전속 여배우(専属女優))로, 2004년에는, 우에하라 루카(上原留華), 2005년에는 쓰키가미 사라(月神サラ)를 데뷔시켰다. 그러나 항상 전속 여배우가 존재한다고는 할 수 없고, MOODYZ 등 같은 CA 계열의 제작소 전속 여배우를 일시적으로 렌탈 이적으로 기용한 적도 많고, CA 계열의 전속 계약이 끝난 여배우의 이적으로 선택되는 케이스도 드물지 않다.
현재는 나기라 겐조(なぎら健造)가 감독을 맡고 있는 「남편의 눈앞에서 범해져서(夫の目の前で犯されて)」가, 능욕물이면서 정서적인 연출의 높은 연결로 간판 시리즈로 되고, 어택커즈뿐만 아니라 아이디어 포켓과의 콜라보레이션도 왕성한 외에, 모방작도 여러 제작사에서 릴리스되고 있다.

## 주요 신작 라벨과 릴리스 기간
어택커즈
※볼드체는 현재도 릴리스가 이어지고 있는 것.
- 샤쿠(死夜悪) (1997년 2월-)
- INFERNO (1997년 4월-2001년 5월)
- Gropers (1997년 9월-2001년 11월)
- 란포(乱歩) (1997년 10월-1997년 12월)
- 뱀 묶기(蛇縛) (1997년 12월-)
- 용 묶기(龍縛) (2000년 4월-)
- 그림자 - shadow -(影 - shadow -) (2001년 6월-2002년 1월)
- 음마(淫魔)(in mad) (2003년 11월-)
- 어른의 드라마(大人のドラマ) (2013년 11월-)
- SUPER SPECIAL (1999년 8월-) …샤쿠(死夜悪), 뱀 묶기(蛇縛)의 멀티 캐스트용 서브라벨

아이디어 포켓
- ANGEL (1998년 12월-)
- HIGH SCHOOL PINK (1999년 2월-)
- WONDER DREAM (2000년 10월-2001년 8월) …판매처: 어택커즈→아이디어 포켓
- TOY BOX (2001년 1월-2001년 6월)
- HAPPY LAND (2001년 2월-2002년 10월)
- TISSUE (2002년 4월-)
- COLORS (2002년 5월-2003년 5월)
- SUPREME (2004년 2월-)

ATTACK ZONE
- ATTACK ZONE (2005년 1월-)

※일반 작품 라벨, AV는 아니다. 출연자도 그라비아 아이돌 등 AV 여배우 이외의 기용이 중심.

## 같이 보기
- 호쿠토
- WILL
- 아이디어 포켓